# Biosphärenreservat Fundy
Das Biosphärenreservat Fundy (gelegentlich auch Biosphärenregion Fundy; englisch Fundy Biosphere Reserve, französisch Réserve de la biosphère de Fundy) ist ein im Jahr 2007 von der UNESCO, im Rahmen des Programms Der Mensch und die Biosphäre (englisch Man and the Biosphere Programme (MAB)), anerkanntes Biosphärenreservat. Es liegt im Westen der kanadischen Provinz New Brunswick. Die verschiedenen Schutzzonen des Biosphärenreservates gruppieren sich entlang des westlichen Ufers der Bay of Fundy.
Das Biosphärenreservat Fundy ist eines von derzeit 19 Biosphärenreservaten in Kanada und das einzige dieser Schutzgebiete in der Provinz New Brunswick.
Das Gebiet des Biosphärenreservates erstreckt sich etwa von Sackville im Norden bis nach St. Martins im Süden sowie ins Landesinnere bis etwa nach Moncton. Damit erstreckt es sich über mehrere der Countys in New Brunswick (Westmorland County, Albert County, Saint John County und Kings County). Das Biosphärenreservat umfasst auch Provincial Parks in New Brunswick (wie dem Hopewell Rocks Provincial Park), sowie weitere Schutzgebiete. Auch der Fundy-Nationalpark liegt in der Biosphärenregion. Außerdem liegt das Biosphärenreservat im traditionellen Siedlungsgebiet der Maliseet und der Mi’kmaq. 